# Wenko Cincarow
Wenko Cincarow (bg. Венко Цинцаров) – bułgarski zapaśnik walczący w stylu klasycznym. Srebrny medalista mistrzostw świata w 1969; brązowy w 1970; czwarty w 1967. Piąty na mistrzostwach Europy w 1966 i 1967 roku.